# Sinagoga Mare din București
Sinagoga Mare din București, este un lăcaș de cult evreiesc din București, localizat pe Str. Vasile Adamache nr. 11. Sinagoga construită în 1846 găzduiește din 1991 Muzeul Holocaustulului din România și nu mai este folosită pentru serviciu religios în mod curent.

## Istoric
Sinagoga Mare, cunoscută la început ca „Sinagoga Poloneză”, a fost construită între anii 1845-1846 în București de către comunitatea evreilor așkenazi proveniți din Polonia și este primul mare edificiu de cult al acestei obști. Conform tradiției, pe acest loc s-ar fi aflat anterior patru mici lăcașe de cult iudaice ridicate de diferite categorii de meseriași . Ea a fost inauguarată de Anul Nou evreiesc (Roș Hașana) în 1847 de către marele rabin Meșulam Zalman Fränkel și de rabinul Zalman Barav.
Ea a primit denumirea de Sinagoga Mare pentru că, după construire, a fost multă vreme cel mai mare lăcaș de rugăciuni al evreilor din București . Strada pe care se afla a primit denumirea de Strada Sinagogii. Stilul oficierii în Sinagoga Mare nu era "ortodox" ci "neolog". După cum își aminitea avocatul Valentin Saxone, dintre conducătorii sinagogii, în anii 1930-1940 la oficierea serviciului divin participa un cor și o orgă, iar la festivități se interpretau adevărate concerte de muzică religioasă, inclusiv cu folosirea unor instrumente de coarde. 
Clădirea a fost reparată în 1865. La începutul secolului al XX-lea s-au efectuat o serie de intervenții în urma cărora s-a modificat arhitectura edificiului. Transformările efectuate de arhitectul Stomer în 1903 a dat clădirii forma pe care o are astăzi, iar lucrările din 1909 coordonate de arhitectul Petre Antonescu au urmărit efectuarea unor modificări în zona chivotului sfânt.
În anii următori s-au făcut unele lucrări de modernizare: s-a introdus electricitatea (1915), s-au construit scări suplimentare spre balcoanele etajelor, s-a schimbat instalația de încălzire centrală și s-au înlocuit decorațiile degradate după planurile realizate de arhitectul Jean Locar. La acest templu a slujit ca rabin dr. Meyer Abraham Halevy în perioada 1926-1935. În anul 1936, sinagoga a fost repictată în stil rococo de către Ghershon Horowitz. 
După avarierea sa în cutremurul din 10 noiembrie 1940 și a devastării de către legionari în ianuarie 1941, s-au efectuat lucrări de reparații în 1945. Ea a fost consolidată în anul 1980. În anii 1980, la fel ca și alte lăcașuri de cult din zona Unirii, a fost înconjurată de un cvartal de blocuri de zece etaje în formă de U, astfel încât ea este ascunsă vederii publicului.
În lista sinagogilor din România publicată în lucrarea Seventy years of existence. Six hundred years of Jewish life in Romania. Forty years of partnership FEDROM – JOINT, editată de Federația Comunităților Evreiești din România în anul 2008, se preciza că Sinagoga Mare din București nu mai era în funcțiune. În perioada 2004-2007 a fost renovat exteriorul clădirii, sinagoga fiind redeschisă la 30 iulie 2007 dar sinagoga nu mai este folosită pentru serviciu religios în mod curent.

## Muzeul Holocaustului din România
Începând din anul 1991 aici este găzduit un mic Muzeu al Holocaustului din România, precum si expoziția permanentă Memorialul martirilor evrei "Rabin-șef dr. Moses Rosen". Muzeul este administrat de 3 persoane: 1 administrator muzeograf și 2 ghizi-muzeografi.

## Arhitectura sinagogii
Ca stil arhitectonic, sinagoga este un amestec de baroc și rococo. Edificiul are o boltă semicilindrică, cu o structură de lemn cu rabiț pe șipci și trestie. Fațada principală de pe latura de vest este încadrată de pilaștri adosați. La etaj se află ferestre mari arcuite în plin cintru.
În interior se află un candelabru impresionant. Suprafața sinagogii este de 715 m².

## Fotogalerie

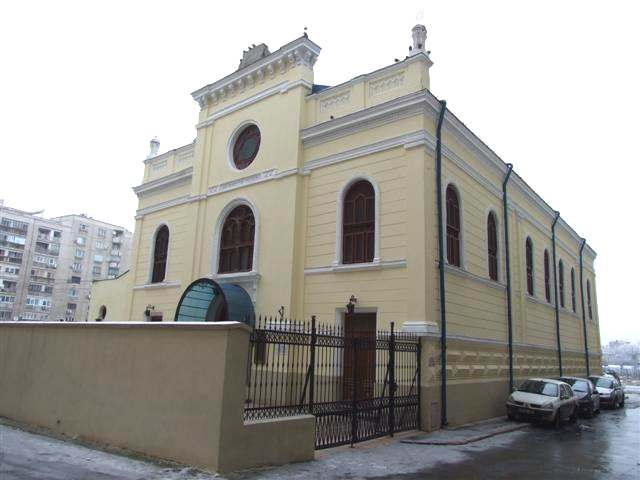
Sinagoga Mare din Bucureşti
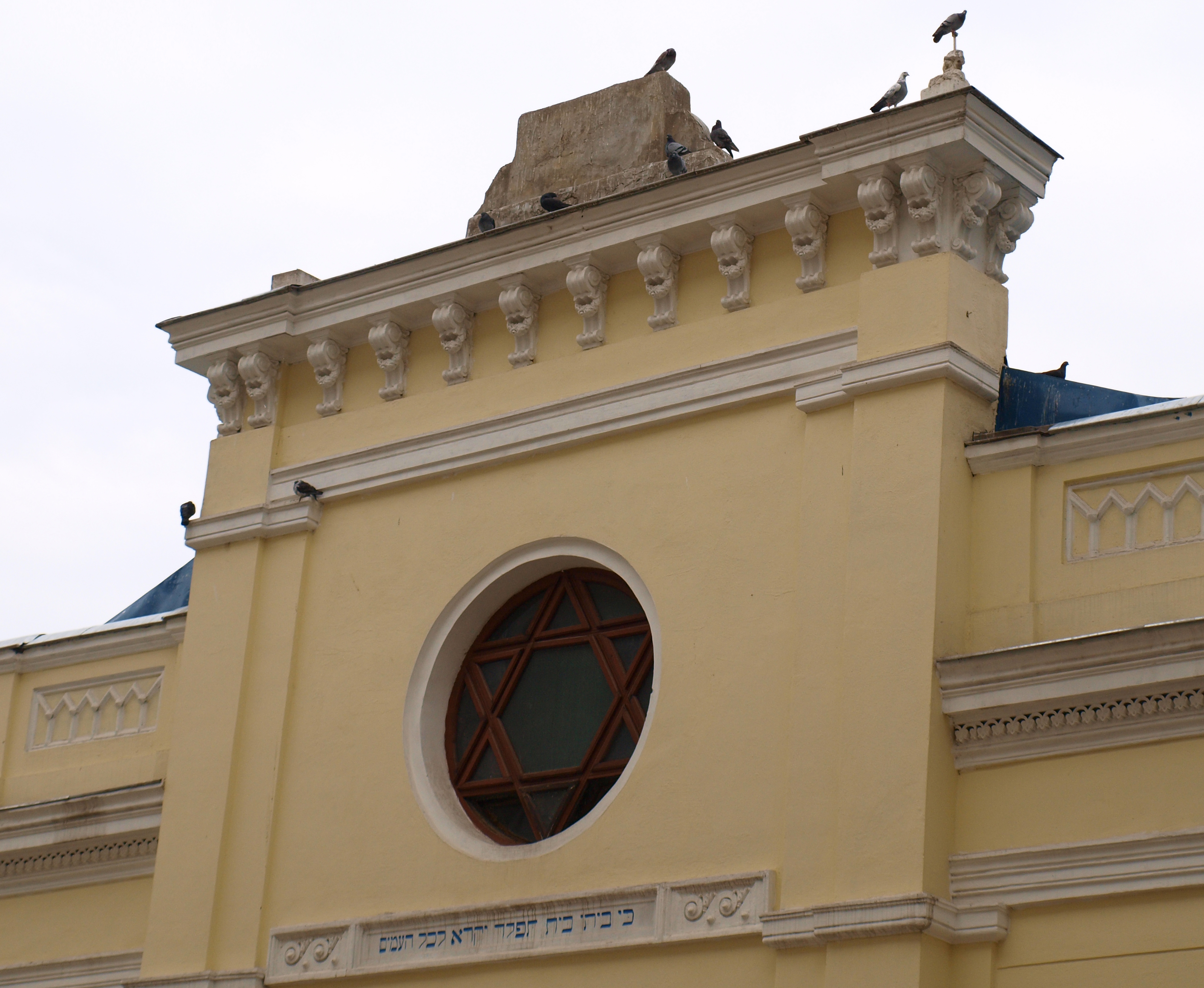
Frontonul
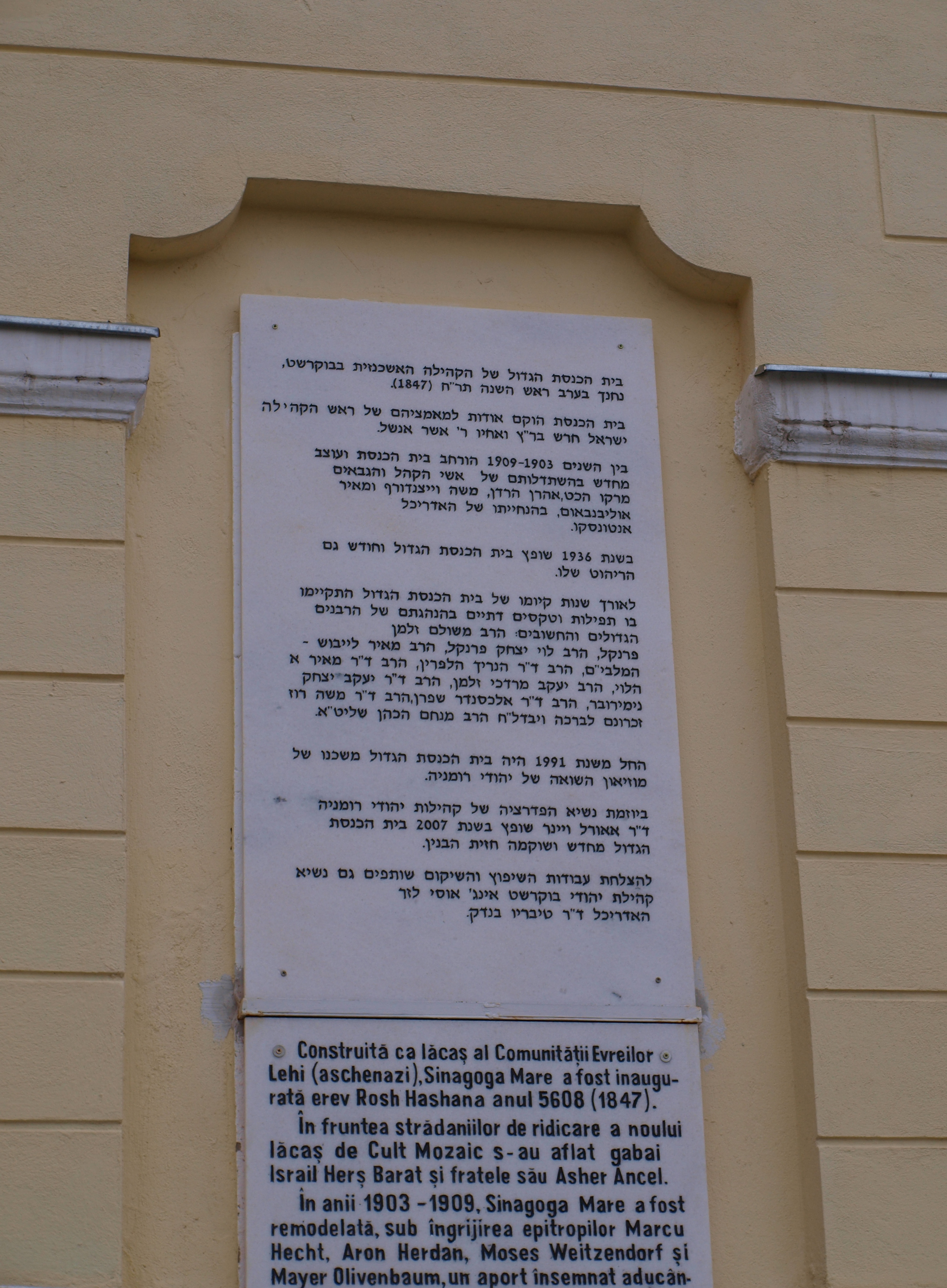
Placă de marmură cu istoricul clădirii